# Coopertunnel
Der Coopertunnel, benannt nach seinem Erfinder Jeff Cooper, ist ein Aufbauemelent aus dem IPSC-Schießen.
Es handelt sich um einen Durchgang niedriger Höhe (beispielsweise 1,20 Meter), also einen Tunnel, durch den sich der Schütze zum Erreichen der schießsportlichen Aufgabe hindurchbewegen muss.
Die obere Abdeckung des Tunnels besteht dabei aus lose aufliegenden leichten Holzlatten, die bei Berührung durch den Schützen herunterfallen können. Dabei werden dem Schützen für jede zu Fall gebrachte Latte entsprechenden Strafpunkte angerechnet.

## Situation in Deutschland
In Deutschland ist der Coopertunnel in der vom Bundesverwaltungsamt anerkannten Sportordnung ausdrücklich verboten.